# Saint-Sulpice-de-Guilleragues

Saint-Sulpice-de-Guilleragues este o comună în departamentul Gironde din sud-vestul Franței. În 2009 avea o populație de 220 de locuitori.

## Evoluția populației
| An        | 1975 | 1982 | 1990 | 1999 | 2006 | 2009 |
| --------- | ---- | ---- | ---- | ---- | ---- | ---- |
| Populație | 202  | 219  | 224  | 227  | 223  | 220  |